# Śmiertelna misja
Śmiertelna misja (ang. Ultimate Force) – amerykańsko-chorwacki film akcji powstały w 2005 roku jako produkcja przeznaczona na rynek DVD (wyjątkowo, z premierą kinową film spotkał się w rodzimej Chorwacji). W roli głównej wystąpił w nim Mirko Filipović, chorwacki kick-boxer i zawodnik mieszanych sztuk walki (MMA).
Zdjęcia do filmu kręcono w Chorwacji (Zagrzeb i Pula).

## Obsada
- Mirko „Cro Cop” Filipović − Axon Rey
- Igor Galo − Janus/Kontroler
- Božidar Smiljanić − Dyrektor
- Ruža Madarević − Sari/Nina
- Kishore Mandhyan − Vishnu Prana
- Zvonimir Lučić − kat przeprowadzający tortury na Axonie Reyu
- Simon Kassianides − Juan

## Fabuła
Agent Axon Rey, zasłużony weteran wojenny i eks-oficer policji, zostaje włączony w tajną agencję rządową S.I.N., która zajmuje się likwidacją osób niesprzymierzonych z krajem. Jest uznawany za jednego z najlepszych płatnych zabójców w swoim kraju; w ciągu zaledwie trzech lat przeprowadził bowiem trzydzieści osiem udanych misji. Pewnego wieczoru mężczyzna wszak nie wypełnia zleconego mu zadania. Kobieta, której daruje życie, okazuje się być podstawiona przez jego pracodawców, chcących przetestować lojalność agenta. W związku z nieukończeniem należycie powierzonych sobie obowiązków, Rey ma zostać wysłany do centrali S.I.N., której zadaniem jest poddanie go rutynowym badaniom. Buntuje się jednak, co znacznie komplikuje sprawę. Zgodnie z pomysłem tzw. kontrolera Axona, Janusa, organizacja uprowadza go, a następnie „przeprogramowuje” − mianowicie, na mózgu bohatera zostaje przeprowadzony eksperyment, którego celem jest modyfikacja ludzkich zachowań.
Trafiwszy do centrali S.I.N., agent automatycznie poddany jest eksperymentowi. Dzięki najnowocześniejszym sprzętom technologicznym znajduje się w alternatywnej, cybernetycznej rzeczywistości, w której szkoleni są zbuntowani członkowie organizacji. Pod pseudonimem „Sfinks” mężczyzna zostaje wysłany na leżącą na innym kontynencie tajemniczą wyspę o nazwie Gulag 7, gdzie ma wykonać ekstremalnie niebezpieczną misję. Akcja przebiega bezproblemowo, a Rey kolejno eliminuje niesprzymierzonych przeciwników (innych poddanych eksperymentowi). Gdy żołnierz spotyka jednak w jednym z budynków ukochaną kobietę, ignoruje zalecenia przedstawicieli agencji i ratuje ją z opresji. To wydarzenie doprowadza do ostateczności − Axon zostaje pojmany i pada ofiarą brutalnych tortur. Pełnomocnicy bólem starają się wymusić na nim dalszą współpracę z S.I.N. (skuty łańcuchami, jest bity i upokarzany). Nieoczekiwanie z pomocą żołnierzowi przychodzi Janus. Od tego momentu cała trójka − Rey, jego partnerka i Janus − usiłuje powrócić na kontynent.

## Opinie
Krytycy oceniali film jako przeciętny lub przyznawali mu negatywne noty. Z dobrą oceną spotkał się on w recenzji Patricka Vuonga, redaktora magazynu Black Belt zajmującego się tematyką sportu walki. Vuong docenił stronę techniczną filmu, chwaląc jego zdjęcia, za mocny punkt uznał gwiazdę, „Cro Copa”, a także porównał projekt do tak kultowych obrazów kina akcji, jak Uniwersalny żołnierz (1992) i Krucjata Bourne’a (2004).

## Informacje dodatkowe
- Budżet filmu, choć nieznany, był bardzo ograniczony.
- Zvonimir Lučić, wcielający się w rolę mężczyzny poddającego Axona Reya torturom, był w rzeczywistości menedżerem Mirko Filipovicia, odtwórcy roli przesłuchiwanego żołnierza.
- Planowano realizację sequela filmu, Ultimate Force II: S.I.N. Retribution, jednak projekt został wycofany.